# 오픈스트리트맵
오픈스트리트맵(영어: OpenStreetMap, OSM)은 누구나 참여할 수 있는 오픈 소스 방식의 무료 지도 서비스이다. 비영리 단체인 오픈스트리트맵 재단이 운영하고 2005년 설립되었다. 비영리 재단인 위키백과를 모델로 하고 있어 누구나 편집하고 활용할 수 있다.

## 운영 방법
오픈스트리트맵을 운영하는 오픈스트리트맵 재단은 상근 직원 없이 자원봉사자들만으로 꾸려지고 있으며, 서버와 하드웨어 관리비, 콘퍼런스 지원비, 법무 서비스 등에 쓰이는 예산인 1년 당 약 10만달러는 모두 기부금과 투자금, 협력 관계를 맺은 회사에서 내는 비용으로 충당한다.

## 기여 방법

### iD
공식 웹사이트에서 편집 버튼을 누르면 나오는 기본 편집기이다. 이메일, 구글이나 깃허브 계정으로 가입해 사용할 수 있다.

### JOSM
가장 유명한 데스크톱 편집기이다. 맥 OS와 윈도우 모두 지원되며, 공식 웹사이트에서 받을 수 있다.

## 저작권
오픈스트리트맵은 개방형 자료이다. 오픈스트리트 및 기여자를 저작자로 명시하는 한, 오픈스트리트맵 데이터를 자유롭게 활용할 수 있다. 다만 데이터를 수정하거나 데이터를 기초로 작업할 때는 같은 라이선스를 적용해야 한다.

## 성과
2014년 1월까지 정보를 입력한 사람은 150만명이 넘고, 2천만건이 넘는 수정이 이루어졌으며, 총 2억개가 넘는 길 정보와 37억개가 넘는 GPS 좌표 자료를 가지고 있다.
와이어드는 2월 10일 소치 동계 올림픽 보도에서 “오픈스트리트맵은 스키 슬로프 경로까지 자세히 나오고 산 고도와 지형도를 보여줬지만, 구글 지도는 산 모양 하나만 나올 뿐이었다”라고 보도하였다. 북미의 많은 자료를 가진 구글이지만, 오지나 사막 산과 같이 사람이 잘 다니지 않은 지역은 오픈스트리트맵이 더 정확하다고 본 것이다.

### 재난 현장의 활용
오픈스트리트맵은 '휴매니테리언 오픈스트리트맵 팀'을 구성해 재난 현장에서 활용되도록 지원하고 있다.
2010년 아이티 지진으로 파견된 구조대원들은 당시 지진으로 인한 지형 변화를 실시간으로 오픈스트리트맵에 반영하여 활용하였고, 2013년 11월, 태풍 하이옌이 강타한 필리핀 수해 복구 현장에서 적십자가 이를 활용하여 구조 활동을 진행하였다.

### 기업과 단체들의 활용
2012년 4월 구글 지도가 유료화의 움직임을 보임에 따라 이를 서비스하던 위키백과와 애플을 비롯한 다양한 단체들이 지도 서비스를 오픈스트리트맵으로 전환하기도 했다.
나이앤틱이 포켓몬고를 대한민국에 출시하려 했으나 구글 지도가 한국의 독특한 지도법에 따라 사용 불가해지자, 오픈스트리트맵을 사용한 것으로 알려지고 있다.
위키백과와 위키미디어에서는 다른 지도들중 위치 표시 지도에서 오픈스트리트맵의 데이터를 우선적 선택하에 사용하고 있다.

## API
오픈스트리트맵은 웹페이지나 GPS장치 오프라인 등에서 지도 데이터를 사용할 수 있는 GPS좌표와 연동을 지원하는 API를 제공한다.

## 오픈스트리트맵 기여자들
2019년 기준에서 마이크로소프트사의 Bing, 디지털글로브, 에어버스 등 많은 기업들이 오픈스트리트맵 생성을 위한 기초 자료를 지원해주고 있다. 한편 대한민국 지역의 공간 정보는 국내에서는 공유가 되는 편이나, 외부에서 이용할 때 상당한 제약이 따른다. 구글 지도 정보 국외반출 실패와 같은 사례는 한국이 갖는 국제정세 여건상 공간정보에 대한 사용이 상대적으로 쉽지 않다는 것을 보여준다. 또한 북한의 공간 정보 데이터는 자체적으로 지도 서비스에 대한 활발하지 않은 여건으로 인해 구하기 어려운 실정이며 그나마 알려진 데이터도 소수의 기관에서나 얻을 수 있는 것으로 알려져 있다. 이러한 상황 속에서 오픈스트리트맵에 대한 기여는 상대적으로 사용자의 폭을 확대하는 자료가 되어줄 수 있는 점에서 중요하게 다루어질 수 있다.

## 기념일
오픈스트리트맵은 지역별로 매년 8월 10일을 기준으로 기념생일(Anniversary Birthday) 행사(party)를 갖는 전통이 있다. 2022년 8월 10일 기준으로 18번째(18th) 생일을 맞이했다.

## 같이 보기
- 빙 맵
- 구글 맵